# Oriastrum stuebelii
Oriastrum stuebelii là một loài thực vật có hoa trong họ Cúc. Loài này được (Hieron.) A.M.R. Davies mô tả khoa học đầu tiên.